# Драгачевски сабор
Драгачевски сабор је годишњи трубачки фестивал и фестивал фолклора и народног стваралаштва који се одржава у Гучи, у региону Драгачево. Неколико стотина хиљада посетилаца, из Србије и иностранства, сваке године посети село са неколико хиљада становника. Године 2005, је снимљен документарни филм о овом фестивалу, Гуча!.
Драгачевски сабор трубача у Гучи је 2020. године, на предлог Центра за културу и спорт општине Лучани, уписан на листу Нематеријалног културног наслеђа Србије.

## Историја сабора
Први Драгачевски сабор у Гучи почео је сасвим скромно, средином октобра 1961. године, када су учествовала четири оркестра. Замислио га је дугогодишњи новинар „Дуге“ и „Политике” Благоје Блажа Радивојевић (1925 – 2016). Велики допринос у осмишљавању ове приредбе дао је писац Бранко В. Радичевић, који је фестивалу дао име „Велики (народни) сабор ‘Са Овчара и Каблара’“.
За фестивал су заслужни и музички прегаоци Миодраг Васиљевић, Предраг Радмилац, Драгољуб Јовашевић, Драгослав Девић, Живојин Здравковић, Боривоје Илић, Будимир Гајић, војни музичар Миломир Милетић из Тијања и два Драгачевца, Властимир Лала Вујовић и Никола Ника Стојић.
На наговор Бранка В. Радичевића, у популарисање српске трубе укључио се и лист „Вечерње новости“, који је годинама касније наставио да додељује „Златну трубу“ најпопуларнијем трубачу на Сабору.
Почео је да излази и лист Драгачевског сабора, 1967. под називом Драгачевски трубач. Сврха овог писаног медија је вишеструка. Између осталог чува сећања и популарише ову јединствену, одавно већ, међународну манифестацију.
Домаћин Драгачевског сабора 2013. године био је Добрица Ерић. Драгослав Петровић је 2012. године на Филозофском факултету Универзитета у Нишу одбранио докторску дисертацију под називом „Место и домашај Драгачевског сабора у културном миљеу Србије”.

## Галерија
- Публика током наступа Бобана Марковића
- Дефиле фолклорних група 2005.
- Споменик трубачу
- Драгачевски сабор 2008.
- Илустрована Политика о 23. сабору трубача 1983. године.